# Кольбастау
Кольбаста́у (каз. Көлбастау) — село у складі Жуалинського району Жамбильської області Казахстану. Адміністративний центр Минбулацького сільського округу.
До 1992 року село називалося Євгеньєвка.
Населення — 4005 осіб (2021; 3434 у 2009, 2932 у 1999, 2447 у 1989).